# Úhřetice
Úhřetice é uma comuna checa localizada na região de Pardubice, distrito de Chrudim.